# Bruno Enna
Bruno Enna (Sassari, 1969) è un fumettista italiano attivo dal 1996. Lavora principalmente per le case editrici The Walt Disney Company Italia e Sergio Bonelli Editore.

## Carriera
Collabora con varie case editrici italiane, in qualità di sceneggiatore, a partire dal 1996. Nel 1997 debutta sul settimanale Topolino con la storia sui paperi Zio Paperone e la sindrome contrattuale, a cui faranno seguito diverse parodie, tra cui la "trilogia gotica" (Dracula di Bram Topker, Lo strano caso del dottor Ratkyll e di mister Hyde e Duckenstein di Mary Shelduck) disegnata da Fabio Celoni, nonché la storia Una ballata del topo salato, un omaggio al celeberrimo personaggio Corto Maltese, con le matite di Giorgio Cavazzano. È fra gli ideatori del personaggio di Paperino Paperotto e del relativo mondo di Quack Town. All'interno della Disney lavora inoltre per i settori licensing e libri (Dinosauri, Atlantis - L'impero perduto, Il pianeta del tesoro e altri) e per diversi mensili a fumetti come Bambi, Cip & Ciop, Paperinik Mese, Topomistery, Super Miti Mondadori, PK, PK², Mickey Mouse Mystery Magazine, W.I.T.C.H., X-Mickey, Fairies e Monster Allergy.
Oltre che con la Disney, scrive per la serie a fumetti Lys (Tridimensional) e supervisiona la serie Angel's Friends (Play Press). Sceneggia inoltre per le due celebri serie di animazione televisiva della Rainbow Winx Club e Monster Allergy ed è co-creatore, insieme ad Andrea Greppi, Maria Claudia Di Genova e Andrea Lucchetta della serie di animazione Spike Team, in onda sui canali dell'emittente televisiva italiana Rai.
Dal 2004 fa parte dello staff di Dylan Dog della Sergio Bonelli Editore, per la quale inoltre nel 2012 crea il personaggio Saguaro e nel 2017 pubblica il romanzo a fumetti La bestia disegnato da Luigi Siniscalchi.
Nel 2010 scrive per la casa editrice francese Soleil il fumetto Cœur de papier, disegnato da Giovanni Rigano, e i due volumi di una storia illustrata da Clément Lefèvre, dal titolo Susine et le dormeveil. Nel 2019 riceve il XIV Premio Papersera.